# Фюльгья
Фю́льгья (др.-сканд. fylgja) — дух-хранитель (или покровитель) в скандинавской мифологии, незримо сопровождающий человека и воплощающий его душу.

## Этимология
На древнескандинавском языке слово Fylgja означает «спутница». Когнаты этого слова встречаются и в современных германских языках («сопровождать», «следовать» — англ. follow, норв. følge или нем. folgen).

## Фюльгьи в письменных источниках
Фюльгьи нередко упоминаются в скандинавской мифологии, как, например:
- в «Песне о Хельги, сыне Хьёрварда» («Старшая Эдда»), в которой рассказывается, что сын норвежского конунга Хедин встретил фюльгью главного персонажа Хельги, знавшую о приближавшейся смерти последнего и в обличье троллихи верхом на волке искавшую себе нового «хозяина»[7].
- в «Саге о Вёльсунгах» одна из героинь, Сигни, объясняет своё нежелание покинуть родину пророчеством родовой фюльгьи, предсказавшей великие невзгоды в её браке[8].
- в «Саге о Ньяле» Торд увидел в лежащем в крови и невидимом для других козле собственную фюльгью, что предвещало его скорую гибель[9][10].
- в «Саге о Халльфреде Трудном Скальде» главный герой видит свою фюльгью, идущую по волнам в облике великанши в доспехах, и — как христианин — отказывается от неё (после диалога, в котором фюльгья находит себе нового хозяина, она исчезает)[11][12].
- в «Пряди о Тидранди и Торхалле» один из персонажей, Тидранди, был атакован и смертельно ранен девятью женщинами в чёрном с мечами в руках (оказавшимися фюльгьями его рода) за то, что он намеревался сменить свою языческую веру на христианскую[13][14].
- в «Саге о людях со Светлого Озера» герой пытается выяснить, чьи фюльгьи больше: у него и его дяди либо у предполагаемых врагов; а в «Саге о людях из Озёрной Долины» сообщается, что у братьев Йокулла и Торира были мощные фюльгьи[15],
- в «Саге о Торстейне сыне Викинга» главному герою во сне в образе животных являются фюльгьи его врагов: «Мне снилось, что сюда прибежало тридцать волков, и было семь медведей и восьмой краснощёкий, он был огромный и свирепый, и кроме того две лисы»[16].

Вероятно, что образ медведя, сражавшегося на стороне конунга Хрольва в «Саге о Хрольве Жердинке и его витязях», приняла фюльгья Бёдвара Бьярки, который в это время неподвижно сидел в доме конунга (когда Бёдвар сам принял участие в битве, медведь тут же исчез).

## Фюльгьи в народных верованиях
Фюльгья мыслилась скандинавами всегда как существо женского пола и являлась им большей частью в виде какого-нибудь животного (змея, медведь, ворон и другие), но порой и в виде женщины наяву или во сне. Обычно фюльгьи не причиняли зла, однако, если их «обладатель» был злым человеком или находился в дурном расположении духа, то они могли вредить другим людям, но не ему самому. В некоторых ситуациях фюльгья представала в облике зверя, птицы или змеи и была в состоянии напасть на своего противника или даже убить его. Кроме того, приближение чужого духа-двойника может вызывать у людей сонливость.
Считалось, что увидеть свою фюльгью — знак близкой смерти, причём, если человек видит её окровавленной, то это предвещает насильственную смерть. Когда же человек умирает или приближается к смерти, его фюльгья стремится последовать за его ближайшим родственником или за членом его семьи. Фюльгья может предупредить своего подопечного об опасностях, явившись ему во сне, либо в виде духа-животного проводить умершего в загробный мир. В другом варианте: фюльгья, скачущая на сером коне смерти, отвозит его к месту мертвых предков.
Поскольку фюльгья следует непосредственно за человеком, то, если быстро закрыть за собою дверь, ею можно придавить свою хранительницу. Так как фюльгья при рождении младенца находилась в его плодном пузыре, сжигать или выбрасывать последний означало лишить человека своего хранителя на всю оставшуюся жизнь (поэтому повитухи закапывали плодные оболочки под дверным порогом, через который должна была перешагнуть оправившаяся от родов мать.
Хотя фюльгьи не были объектом поклонения или молитв, вера в них сохранилась и после введения христианства, а подобные существа до сих пор известны в Исландии (исл. fylgja), Норвегии (норв. fölgie, vardögr) и Швеции (швед. vålnad, vård). Переплетение новой религии с языческими традициями видно из описываемого случая, когда один из исландских вождей согласился на крещение при условии, что отныне его личной фюльгьей должен стать архангел Михаил.

## Интерпретации и мнения

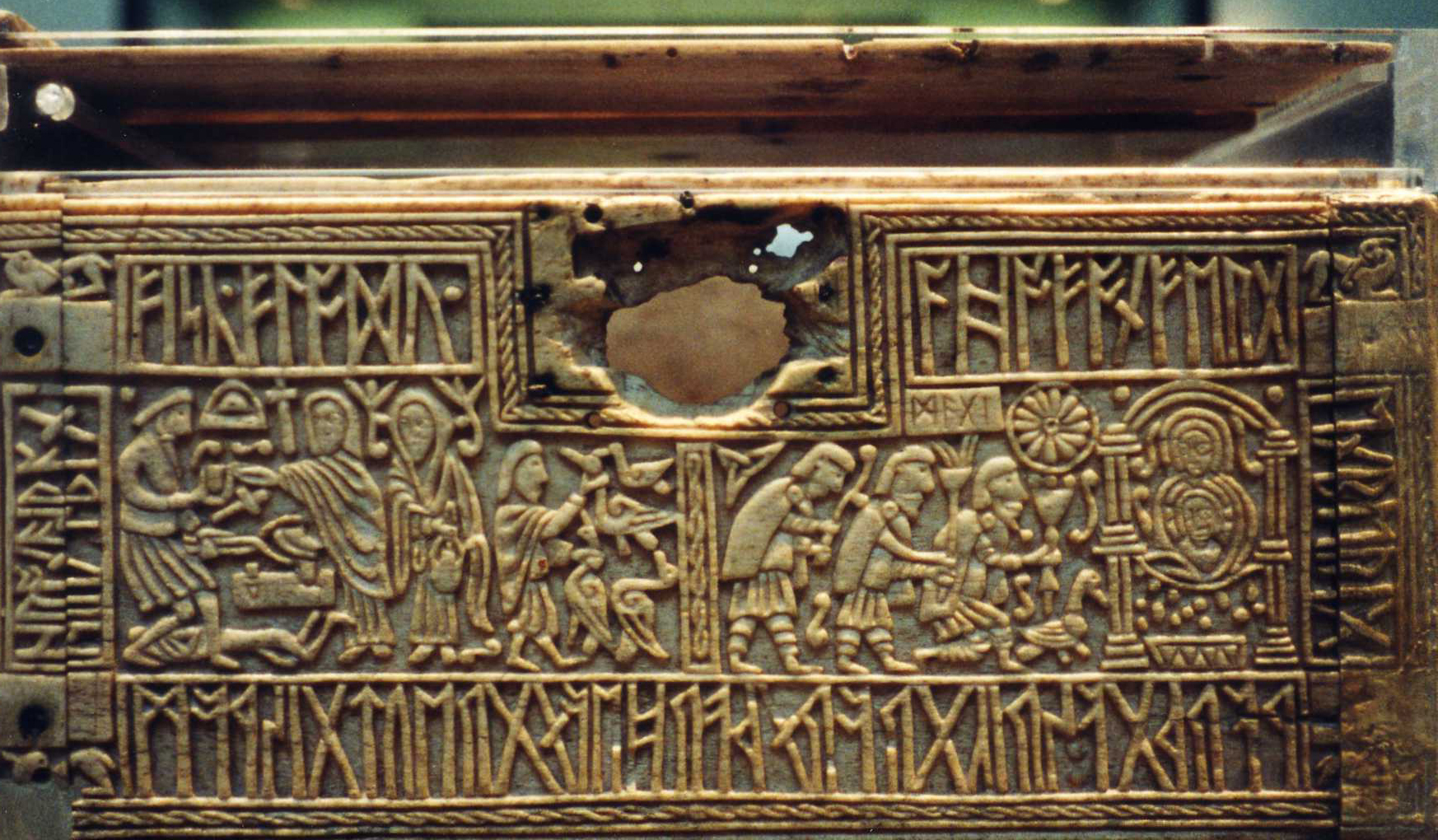
Фюльгьи в образе птиц
на «ларце Фрэнкса»

Дать однозначное определение фюльгьи в исландской литературе достаточно сложно, возможно, ещё и потому, что со временем первоначальная фюльгья-животное приняла облик женщины (др.-сканд. fylgjukona, то есть «сопровождающая женщина»). По мнению российского и советского филолога Бориса Исааковича Ярхо фюльгья является отголоском матриархата и первоначально могла быть духом прародительницы. По другой гипотезе образ фюльгьи сформировался в результате перехода от веры в души и поклонения душам в простейшей форме к сверхъестественным душевным существам. Ещё одна теория видит его истоки в попытках толкования сновидений.
Как ангелы-хранители и духи-помощники они существуют не только у конкретных личностей, но и у целого рода, в этом случае различают индивидуальных (маннсфюльгья, др.-сканд. mannsfylgja) и родовых (кюнфюльгья, др.-сканд. kynfylgja и этфюльгья, др.-сканд. ættarfylgja) духов — о последних говорится, например, в «Саге о Торде Пугало».
Фюльгьи могли также отражать социальный статус или наклонности человека (так, например, дух-хранитель конунга принимал форму медведя или других больших хищников, у хитрых людей — лисы, а у трусливых — зайца или маленькой птицы). По-видимому, на передней панели так называемого «ларца Фрэнкса» изображены фюльгьи в облике птиц. У каждого человека есть лишь одна фюльгья, которая всегда появляется в одной и той же животной форме и умирает вместе с ним, однако в литературных произведениях от этого правила могли быть и отклонения (когда, к примеру, фюльгьи следуют за героем целой стаей волков). Поэтому в отличие от хамингьи, которая как дух-покровитель может менять своих подопечных, фюльгья тесно связана с судьбой человека и не существует дальше после его смерти. Однако со временем этот образ трансформировался в духа, который виделся в женском облике, продолжал существовать после смерти человека и мог выбирать себе нового хозяина (как, например, фюльгья Вигфуса, деда главного героя «Саги о Глуме Убийце»). Высокий рост фюльгьи-женщины (как и в «Саге о людях из Лососьей Долины») должен был подчёркивать её полубожественный характер.
Вера в то, что своего духа-хранителя можно увидеть только перед смертью, основана на представлении о душе как части живого целого, отделяющаяся от тела как самостоятельная индивидуальность в конце его существования. Варг Викернес видит в фюльгьях духовную силу, которой в той или иной мере обладают все люди (а также сверхъестественные существа) и которая создаётся положительными или отрицательными мыслями и чувствами. Этому представлению противопоставлена другая точка зрения, согласно которой фюльгью — как олицетворение человеческой судьбы — невозможно изменить или как-то на неё воздействовать.
Невозможно провести чёткую грань между фюльгьей и другими персонажами скандинавской мифологии и фольклора. Как божества, ведающие и иногда предсказывающие судьбу, фюльгьи очень близки к норнам. Сходные функции (особенно в мотивах защиты человека, оставления его перед смертью или сопровождения в мир умерших) объединяют их также с дисами. Очень тесная связь, идущая, по-видимому, в истоки обоих образов, прослеживается у фюльгьи и с хамингьей, персонификацией личного счастья. Как дух-двойник человека фюльгья близка так называемому хамру (др.-сканд. hamr) — образу в скандинавской мифологии, обозначающему некую оболочку человеческого тела. Ещё одно понятие, так или иначе связываемое с душевным и ментальным — хугр (др.-сканд. hugr) — также, как и фюльгья, связано с живым человеком и перестает существовать после его смерти. Существует предположение, что Снорри Стурлусон при создании своего образа ландветтиров основывался на описаниях в скандинавской мифологии огромных птиц, зачастую отождествляемых с фюльгьями. Возможно, что из более древних представлений о фюльгьи развился и образ валькирии. Фюльгья эквивалентна древнеримскому гению, древнегреческому даймону, а также христианскому ангелу-хранителю и является нематериальной частью человека.
Опираясь на традиции именовать корабли шведского военно-морского флота персонажами скандинавской мифологии, единственный броненосный крейсер этой страны получил название «Фюльгия».